# 大浦天主堂停留場
大浦天主堂停留場（日语：／ Ōura-tenshudō teiryūjō */?），又稱大浦天主堂電車站，是位於長崎縣長崎市大浦町，長崎電氣軌道大浦支線的電車站。車站編號為50。此電車站最接近大浦天主堂，也鄰近哥拉巴園。

## 歷史
此電車站在1916年（大正5年）以松枝橋停留場（日语：／）的名義啟用。後來在1930年（昭和5年）改名為弁天橋停留場（日语：／）。隨後50年一直沒有改站名，後來在1980年（昭和50年）改名為大浦天主堂下停留場（日语：／）。在2018年（平成30年），在2018年（平成30年）為了明確標示醫院位置，因此刪去「下」字，改名為大浦天主堂停留場。

### 年表
- 1916年（大正5年）12月27日 - 松枝橋停留場啟用[2]。
- 1930年（昭和5年）4月 - 電車站改名為弁天橋停留場[2]。
- 1980年（昭和55年）5月1日 - 電車站改名為大浦天主堂下停留場[2]。
- 1999年（平成11年）3月30日 - 河流一方的月台（築町方向月台）進行裝修[6][7]。
- 2000年（平成12年）3月28日 - 設置道路一方的月台（石橋方向月台）[6][7]。同時位於該處的長崎巴士巴士站開始使用開始[8]。
- 2001年（平成13年）6月26日 - 設置電車資訊廣播裝置[6]。
- 2008年（平成20年）5月29日 - 設置電車接近顯示裝置[9]。
- 2009年（平成21年）11月26日 - 站內的草地綠化工程完成[10]。
- 2018年（平成30年）8月1日 - 電車站改名為大浦天主堂停留場[5][11]。

## 電車站構造

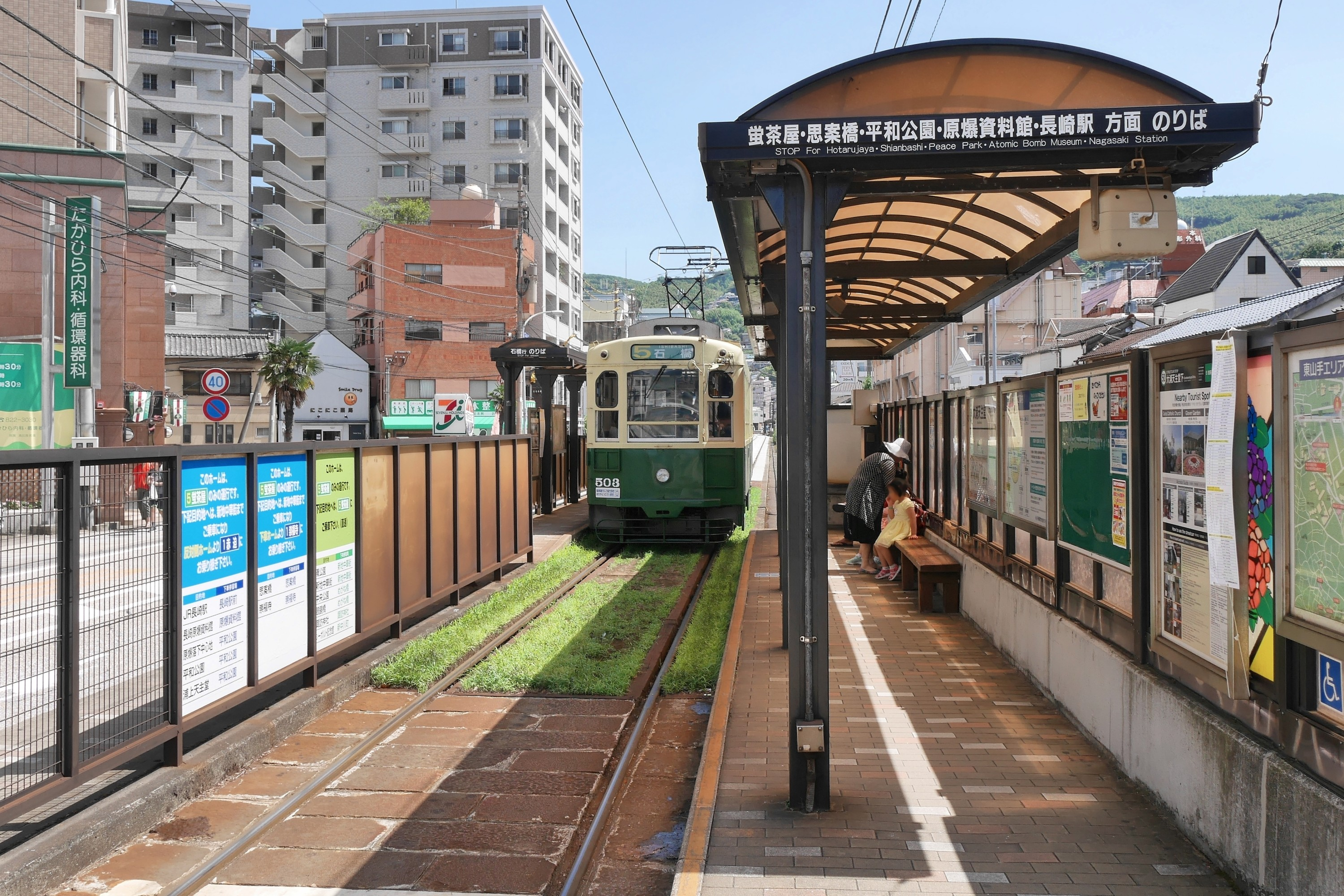
從大浦海岸通一方望向電車站。左邊，電車現正停靠的位置是石橋方向月台，與巴士站共用。右前邊是新地中華街方向月台。

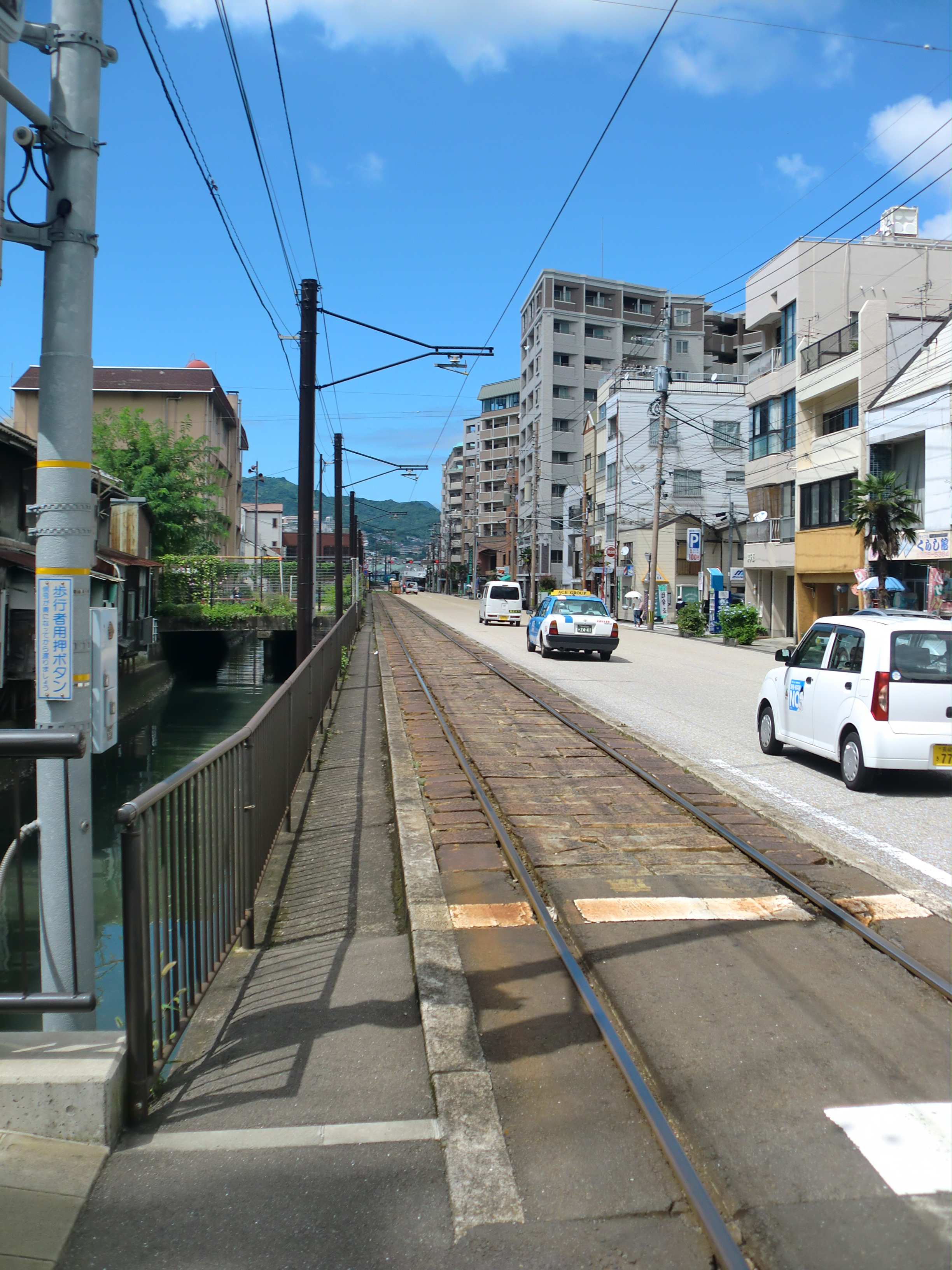
電車站附近路段為單線，與大浦川和道路並行

電車站是建造在共用行車道上，而實際上路軌敷設的位置高於馬路，因此也可視該路段為專用軌道。電車站設有2面1線的低地台相對式月台（千鳥式月台）。電車站前後區間為單線，路軌與道路和河流並行。靠近河流一方為新地中華街方向月台，靠近道路一方為石橋方向月台。電車站內的路軌中種植了草地以進行綠化。
曾經電車站只有河流一方的月台（單式月台），從新地中華街一方進站時會開啟右邊車門。因此當時前中門的電車（360形和500形等）不可使用此電車站。為了方便乘客，便於2000年（平成12年）增設靠近道路一方的月台。在新月台對面設有巴士站，成為日本首個電車月台上設有巴士站的月台（跨月台轉乘）。但是由於月台較狹窄，為了防止意外發生，月台上加設一些柵欄。河流一方的月台在1999年（平成11年）進行裝修，當中包括更換月台上蓋和斜道。
此外，電車站內設有電車資訊廣播裝置和電車接近顯示裝置。

### 運行系統
此電車站是大浦支線電車站之一。當中5系統駛入此站。

## 使用狀況
根據「長崎電軌」的調査，以下為1日的上下車人次資料。
- 1998年 - 2,259人[1]
- 2015年 - 800人[16]

## 電車站周邊
電車站附近一帶設有大浦天主堂和哥拉巴園等觀光景點，因此此電車站較多觀光客使用。
- 長崎市舊香港上海銀行長崎支店紀念館
- 松翁軒（日语：松翁軒）
- 四海樓本店
- 長崎繡球花醫院（日语：長崎あじさい病院）
- 祈之丘繪本美術館（日语：祈りの丘絵本美術館）
- 舊羅典神學校
- 軍艦島數碼博物館（日语：軍艦島デジタルミュージアム）
- 東山手十二番館
- 大浦警署（日语：大浦警察署）
- 長崎巴士（日语：長崎自動車）「大浦天主堂下」巴士站

## 相鄰電車站
長崎電氣軌道
大浦支線（■5號系統） 
大浦海岸通（49）－大浦天主堂（50）－石橋（51）

## 注腳
1. 1 2 3 4  田栗 & 宮川 2000，第67頁.
2. 1 2 3 4 5  今尾 2009，第57頁.
3. ↑  100年史，第126頁.
4. 1 2 3 4  田栗 2005，第95頁.
5. 1 2  . 長崎電気軌道. 2018-03-30  [2018-04-04]. （原始内容存档于2018-03-30） （日语）.
6. 1 2 3  田栗 2005，第156頁.
7. 1 2 3 4 5  100年史，第123頁.
8. ↑  100年史，第198頁.
9. ↑  100年史，第201頁.
10. ↑  100年史，第202頁.
11. ↑  浅野孝仁. . 毎日新聞（地方版・長崎） (毎日新聞西部本社). 2018-07-31: 23 （日语）.
12. ↑  100年史，第130頁.
13. 1 2  川島 2007，第123頁.
14. 1 2 3  川島 2013，第49頁.
15. ↑  田栗 & 宮川 2000，第69頁.
16. ↑  100年史，第125頁.